# Молетская астрономическая обсерватория
Молетская астрономическая обсерватория основана в 1969 году в Молетском районе Литвы в 10 км от города Молетай. Обсерватория принадлежит Институту теоретической физики и астрономии Литвы.

## История обсерватории
Молетская обсерватория является преемницей Вильнюсской обсерватории (1753—1883 года на территории Вильнюсского университета и с 1922 года в Парке Вингис). После Второй мировой войны засветка в Вильнюсе сделала невозможным проведение научных наблюдений, поэтому было решено создать новую обсерваторию в местности с тёмным небом, в 70 км севернее Вильнюса. В 1969 году была открыта Молетская астрономическая обсерватория.

## Инструменты обсерватории
- 25-см телескоп (в 1969 году был установлен, а в 1975 году был заменен на АСТ-452)
- АСТ-452, менисковый телескоп Максутова (D = 350/510 мм, F = 1200 мм, в 1975 году установлен)
- 63-см телескоп Кассегрена (D = 628 мм, F = 10 000 мм, в 1974 году установлен)
- 165-см телескоп Ричи-Кретьена (D = 1650 мм, F = 19 680 мм, установлен в 1991 году) — изготовлен в АО ЛГУ под руководством М. К. Бабаджанянца, зеркало в ЛОМО (Лыткарино) создано в 1976 году. Точно такой же инструмент должен был быть установлен в Бюраканской обсерватории (АрССР), но его постройка не была реализована из-за распада СССР.

## Направления исследований
- Фотометрия звездных объектов
- Звёздная астрономия
- Галактическая астрономия (Млечный Путь)
- Экзопланеты

## Основные достижения
- Вильнюсская фотометрическая система — семицветная фотометрическая система (разработанная в 60-х годах XX века)
- Открытие 170 астероидов
- Открытие NEO[неизвестный термин] в 2010 году[1]
- Открытие нескольких комет вильнюсскими астрономами

## Сотрудники обсерватории
Руководитель:  Gražina Tautvaišienė
- Vytautas Straižys
- Казимир Чернис
- Algimantas Ažusienis

## Интересные факты
- На территории обсерватории расположен «Музей этнокосмологии»[2]

- 165-см телескоп — крупнейший телескоп в Северной Европе (включая Великобританию)
- В честь обсерватории назван астероид 124192 Moletai, открытый в Молетской астрономической обсерватории